# Narmer
Narmer est l'un des tout premiers rois de l'Égypte antique. Il a régné pendant la période thinite, vers la fin du IVe millénaire au début du IIIe millénaire avant notre ère. Il est considéré par beaucoup de chercheurs comme le premier roi de la Ire dynastie et semble avoir été reconnu comme tel par ses successeurs immédiats comme le montrent des scellements découverts dans les tombes de Den et Qâ, respectivement cinquième et huitième roi de la Ire dynastie.
Si, en tant que fondateur de la Ire dynastie, Narmer a pu être identifié à la figure légendaire de Ménès, à la fois premier unificateur de l'Égypte et fondateur de la capitale Memphis, les différentes découvertes faites dans la vallée du Nil et dans les marges de l'Égypte, notamment au Sinaï, ont montré que ce processus d'unification a commencé bien avant Narmer. En tant que roi peut-être originaire de l'antique cité de Thinis (ou This), il est probablement le successeur de Ka, bien que la position chronologique et l'identité du roi Scorpion II est encore l'objet de débats. Son successeur est Âha, qui est peut-être son fils : ceci est démontré par les scellements découverts dans les tombes de Den et Qâ cités précédemment.

## Attestations

### Attestations contemporaines

#### Hor Narmer
Narmer est attesté en de nombreux endroits de l'Égypte, ainsi que dans le sud du pays de Canaan et au Sinaï, avec près de quatre-vingt-dix-neuf inscriptions ont été trouvées sur vingt-sept sites ; il est à noter que pour les attestations d'Abydos et de Nekhen, son nom d'Horus apparait soit seul, soit à l'intérieur d'un serekh, alors que pour les autres sites à l'exception de Coptos, son nom d'Horus apparait systématiquement à l'intérieur d'un serekh :
- pour la Haute-Égypte :
  - à Nekhen (dont la très célèbre palette de Narmer[3] et la célèbre massue de Narmer)[4],
  - à Nagada (une simple étiquette dans la tombe de Neith-Hotep)[5],[6],
  - à Abydos (dont trois vases, l'un découvert dans le puits B13 de la nécropole d'Âha, un autre dans la tombe Z d'Ouadji ; des étiquettes, objets en ivoire et sceaux dans les nécropole de Narmer et Aha)[7],[8],
  - et à Coptos[9],[10],
- pour la Moyenne-Égypte : à Tarkhan (deux vases complets)[11],[12],
- pour la région memphite :
  - à Helwan (pièce de faïence rectangulaire)[13],[14],
  - à Zaouiet el-Aryan[15],
  - à Saqqarah (un vase complet en porphyre dans les galeries orientales sous la pyramide de Djéser)[16],[17]
  - et peut-être à Tourah (deux serekh rudimentaire pourraient correspondre à un hiéroglyphe du poisson-chat simplifié)[18],[19],[20],
- pour la Basse-Égypte :
  - à Tell Ibrahim Awad (tesson)[21],
  - à Ezbet el-Tell (tesson)[22],
  - à Minshat Abou Omar (un vase complet dans une tombe)[23],[20],[24],
  - à Bouto (tesson)[25],
  - à Tell el-Farkha[26],[27],
  - et à Kafr Hassan Dawood[28],
- pour le désert d'Arabie : une inscription rupestre au Ouadi el-Qaash[29],
- pour le désert de Libye : 
  - une inscription rupestre à Nag-el-Hamdoulab (attribution incertaine)[30],
  - une autre au Gebel Tjaouti[31],[32],
  - et une troisième attestation dans l'oasis de Kharga[33],[34],
- pour le Sinaï : une inscription rupestre au Ouadi 'Ameyra, dans le sud du Sinaï, avec d'autres inscriptions respectivement de ses prédécesseurs Iry-Hor et Ka et des rois ultérieurs Djer (inscription dans laquelle est mentionnée la reine Neith-Hotep) et Nebrê[35],[36] ; ces inscriptions commémorent les expéditions minières égyptiennes vers cette région,
- pour Canaan, plusieurs (près de treize[37]) serekhs de Narmer, principalement sur des tessons, ont été découverts, parmi lesquels certains sont incertains : 
  - à Tel Arad (un serekh sur quatre tesson d'une même jarre brisée)[38],[39],[40],
  - à En Besor[41],[42],
  - à Tell Es-Sakan[43],[44],
  - à Nahal Tillah, sur le site des silos de la zone nommée Halif Terrace (un tesson avec le serekh de Narmer et peut-être un autre avec le même serekh)[note 3],[45],[46],[47],
  - à Tel Erani (Tel Gat) (un fragment de jarre est inscrit au nom de Narmer, un autre tesson porte une marque qui a pu être assimilé au serekh de Narmer)[48],[49],[50],[51],[52],
  - à Tel Malhata (trois tessons dont l'un porte les traces du serekh de Narmer tandis que les deux autres portent chacun les traces d'un serekh et pour les deux cas, ils sont attribués soit à Narmer, soit à Âha)[53],[54],[55],
  - Tel Ma'ahaz (un tesson portant les traces d'un serekh attribué à Narmer ou à Scorpion II)[56],[54],
  - à Tel Lod[57] (où un serekh de Ka[58] a également été découvert),
- trois vases sans provenance connue[59].

##### Nag-el-Hamdoulab
Une collection de gravures rupestres fut mentionnée pour la première fois à la fin du XIXe siècle à Nag-el-Hamdulab, près d'Assouan. Elle a été retrouvée en 2009, et c’est alors que les archéologues ont pris conscience de son intérêt historique. Parmi ses nombreuses inscriptions, le tableau 7a montre un homme portant une coiffure similaire à la couronne blanche de Haute-Égypte et tenant un sceptre. Il est suivi d'un homme portant un éventail, et il est également précédé de deux hommes portant des étendards et accompagnés d'un chien. Outre le motif du chien, cette scène est similaire aux scènes de la tête de massue du roi Scorpion et sur le recto de la palette de Narmer. L'homme équipé d'ornements pharaoniques (la couronne et le sceptre) est clairement un roi. Aucun nom n'apparaît sur ce tableau, mais John Darnell l'a identifié à Narmer, suggérant que cette scène représentait une visite de Narmer dans la région pour le rituel du « cortège d’Horus ». Lors d’un entretien accordé en 2012, M. Gatto a également identifié à Narmer le roi de cette inscription. Toutefois, S. Hendrickx date cette scène de peu de temps avant le règne de Narmer, à cause de l'absence de son nom.

#### Men
Deux documents du début de la Ire dynastie mentionnent ce qui s'apparente au nom Men :
- trois fragments d'une même empreinte de sceau découverte à Abydos, plus spécifiquement dans le puits B18 (tombe de Narmer), sur laquelle le serekh de Narmer alterne avec le hiéroglyphe du plateau de jeu, se lisant men, et le complément phonétique n symbolisé par le hiéroglyphe de l'eau[62],
- une étiquette en ivoire découverte dans le caveau de la tombe de Neith-Hotep à Nagada et sur laquelle sont inscrits le serekh d'Aha et, à l'intérieur de ce qu'il semble être un sanctuaire, les signes se lisant Nebty Men, la mention de Nebty pourrait en faire la plus ancienne attestation de ce titre, bien que cela ne soit pas certain[63],[64].

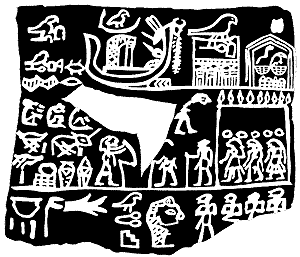
Étiquette en ivoire découverte dans la tombe de Neith-Hotep à Nagada - Musée du Caire (JE 31773=CG 14142).
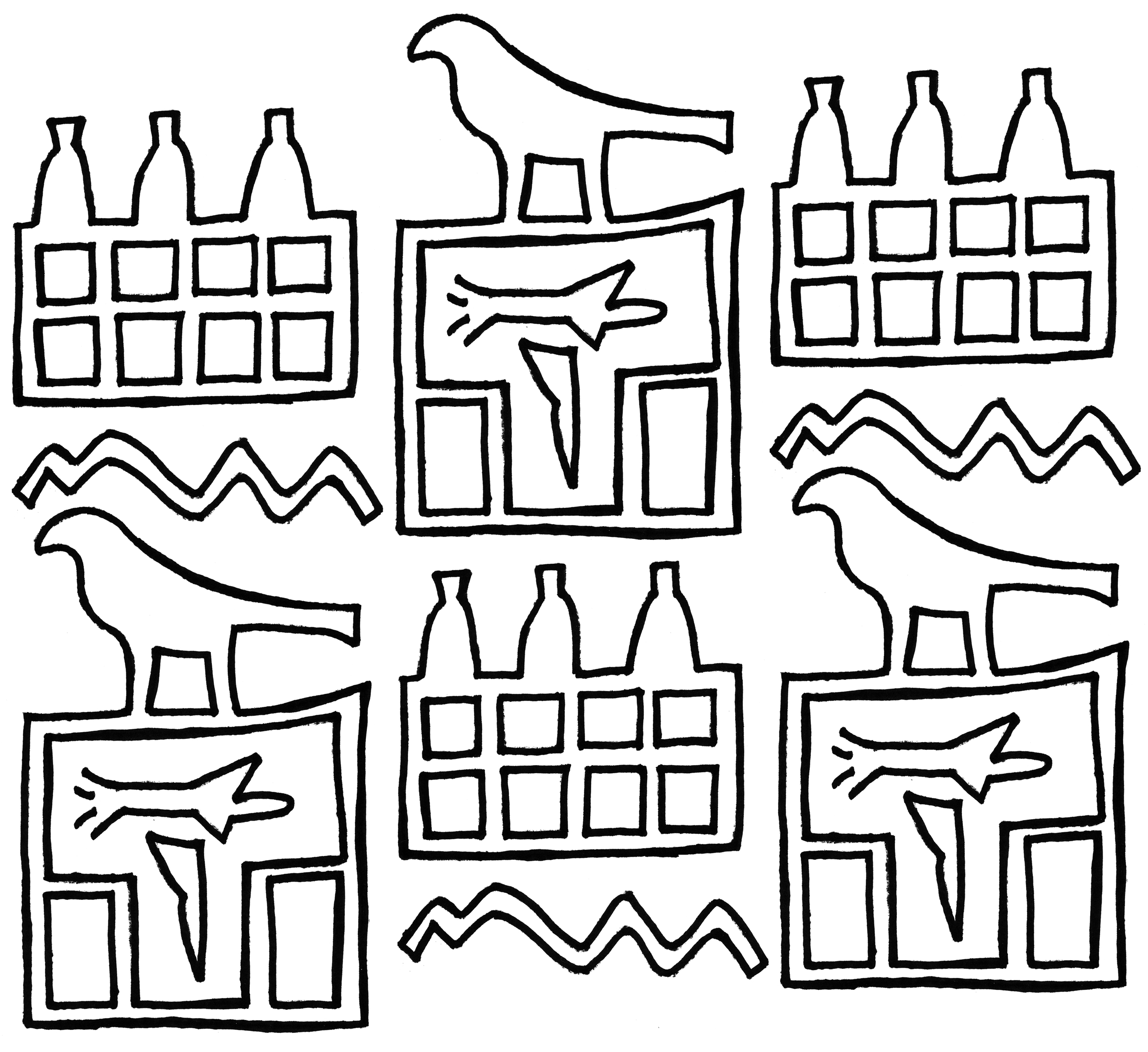
Reconstruction de l'empreinte du sceau de Narmer découverte à Abydos.

### Attestations ultérieures
Narmer est attesté sur trois sceaux découverts à Abydos :
- - les fameux sceaux sur lesquels sont inscrits les noms des rois de Narmer à Den pour l'un et de Narmer à Ouadji pour l'autre et incluant tous les deux l'inscription « mère du roi Merneith » et découverts dans la tombe T de Den[65],[66],
  - le fameux sceau mentionnant les huit rois de la Ire dynastie, de Narmer à Qâ, découvert dans la tombe Q de Qâ[67],[66].

Méni est le nom sous lequel les documents égyptiens le désignent à partir de la XVIIIe dynastie (scarabée d'Hatchepsout et de Thoutmôsis III).
Le roi est également présent sur les listes royales ramessides :
- la liste royale d'Abydos, datée du règne de Séthi Ier (XIXe dynastie), dans laquelle le nom de Méni est inscrit à la première position[69],
- le canon royal de Turin, daté de la XIXe dynastie, dans lequel le nom de Méni est inscrit à la onzième position de la troisième colonne[69],
- la liste royale du Ramesséum (Ramsès II), située sur le registre supérieur du môle oridental du second pylône, sur la paroi donnant sur la seconde cour, enregistre le nom de Méni avec celui de Montouhotep II et ceux des rois du Nouvel Empire ; la graphie du nom Méni est la même que celle de la liste royale d'Abydos[70],[71].

Enfin chez les auteurs du premier millénaire avant l'ère commune, le roi est cité par divers noms qui sont des formes héllénisées du nom égyptien Méni :
- il est nommé Mina (Μινα) par Hérodote ; ce dernier indique que ce roi aurait le premier unifié l'Égypte à partir des deux royaumes de Haute et de Basse-Égypte avec comme capitales respectives Nekhen et Bouto, puis il aurait fondé Memphis, et le temple de Ptah à l'intérieur de la cité, à la jonction entre les deux anciens royaumes en détournant le cours du Nil grâce à une levée de terre et en asséchant les terrains abandonnés par le fleuve[72],
- il est nommé Ménès (Μηνης) par Manéthon de Sebennytos ; les copies de ses écrits font de lui le premier roi de la Ire dynastie et lui attribuent un règne de trente ans(selon  la version d'Eusèbe de Césarée) ou soixante ou soixante-deux ans (selon la version d'Africanus) ; ces sources manéthoniennes précisent également que Ménès était originaire de Thinis (ce que la nécropole royale d'Oumm el-Qa'ab semble confirmer) et qu'il fut tué par un hippopotame (cet épisode pourrait être une allégorie d'un conflit entre Nagada, dont le dieu Seth, symbolisé par l'hippopotame, est le protecteur, et Nekhen, dont le dieu Horus, symbolisé par le roi, est le protecteur) ; enfin, dans la version d'Eusèbe de Césarée (Fr. 7(a)), il est indiqué que le roi mena une campagne à l'étranger et devint célèbre par la suite (cet épisode pourrait se référer à l'expédition minière vers le Ouadi 'Ameyra au Sinaï, au cours de laquelle le roi aurait pu soumettre la population locale, ou bien dans le sud de Canaan, où le roi est également bien attesté, une étiquette d'ivoire trouvée dans la tombe du roi à Oumm el-Qa'ab (puits B17), montre un Levantin et est dans une position où dans laquelle il semble rendre hommage au roi)[73],[74],[75],
- il est nommé Menan (Μηναν) ou Mena (Μηνα) par Diodore de Sicile ; ce dernier indique que le roi, poursuivi par ses chiens au cours d'une chasse, aurait été sauvé par un crocodile qui l'aurait transporté sur son dos pour traverser le lac Moéris dans le Fayoum, dans lequel il s'était réfugié ; reconnaissant, le roi aurait fondé la ville de Crocodilopolis à proximité du lac[72].

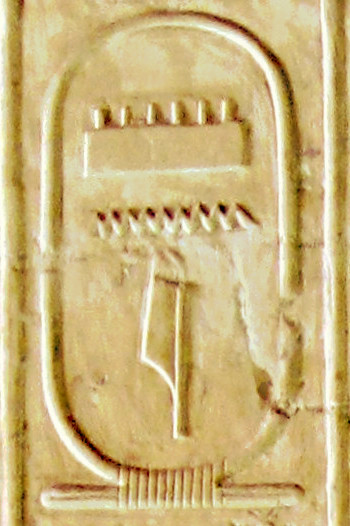
Cartouche de Méni dans la liste d'Abydos.

## Identité

### Lecture du nom d'Horus
L’orthographe complète du nom d'Horus de Narmer se compose des hiéroglyphes du poisson-chat (nˁr) et du ciseau (mr)), d’où provient la lecture « Narmer » fondée sur le principe du rébus. Ce nom a parfois été traduit par le poisson-chat qui frappe , une lecture qui n’a pas fait consensus . D’autres traductions proposées incluent le poisson-chat en colère, combattant, féroce, douloureux, furieux, mauvais, malfaisant, mordant, menacant ,,... Certains chercheurs n'incluent pas le mot poisson-chat dans son nom,,, approches qui ne sont pas unanimement acceptées.
Le nom de Narmer est souvent écrit sous une forme abrégée, sans les deux hiéroglyphes mais simplement avec le symbole du poisson-chat, et parfois stylisé. Il est même dans certains cas représenté par une seule ligne horizontale. Cette orthographe simplifiée semble due à la formalité du contexte. Mais chaque fois qu'un serekh est inscrit sur des objets de pierre ou sur un sceau officiel, les deux symboles sont présents. Sur les tessons de poterie et sur la pierre, seul le poisson-chat ou une version simplifiée apparaît.
Deux autres orthographes du nom de Narmer sont encore connues. Sur un sceau venant de Tarkhan, le symbole de l’oiseau Tjay (le signe G47 dans la liste de Gardiner, un oisillon battant des ailes) a été ajouté dans le serekh aux deux autres symboles utilisés pour Narmer. Cette écriture a été traduite par « Narmer le masculin » ; cependant, selon Ilona Regulski, « le troisième signe (l'oiseau Tjay) ne fait pas partie du nom royal car il se rencontre rarement ». Gérard Godron pense que le signe supplémentaire ne fait pas partie du nom, mais qu'il est là pour accommoder la composition.
En outre, deux sceaux funéraires venant d'Abydos montrent son nom d'une manière unique : le ciseau figure à la place du poisson-chat, et un autre symbole est ajouté, interprété comme une peau d'animal. Selon Dreyer, c'est probablement un poisson-chat paré d’une queue de taureau, comme sur l'image de la palette de Narmer où il porte une queue de taureau, symbole du pouvoir.

### Lecture du nomMeni
Ce nom pourrait signifier « quelqu'un », « personnage », « le Fondateur » ou « Celui qui établit ». Il est possible que les prêtres, ne connaissant pas le nom du premier pharaon, aient utilisé cette expression à la place.
Dans un article paru en juillet 2002, Bernadette Menu suggéra que Méni pouvait être un titre, « celui qui établit », porté par les deux premiers souverains de la première dynastie, Narmer et Hor-Aha.

## Identification àMéni/Ménèset unification de l'Égypte
Cependant, les questions de l'identité de Ménès et de l'unificateur de l’Égypte sont liées mais distinctes. Le problème est que le nom principal de la période est le nom d'Horus, c'est-à-dire ici Narmer, tandis que Méni/Ménès est un nom qui, par analogie avec les autres noms des rois de la période, devait être précédé du titre Nesout-bity ou Nebty, ce dernier étant le seul attesté avec le nom Men, bien que la réalité de sa signification en tant que titre n'est pas certaine,,.

### Identification àMéni/Ménès
Concernant les deux documents mentionnant le nom Men et cités auparavant, plusieurs interprétations ont été données : pour le premier document, une première interprétation a simplement associé le nom Men au roi Narmer, tandis qu'une autre, loin de faire l'unanimité, faisant de cette empreinte de sceau celle d'un roi et de son fils aîné, faisant ainsi de Aha et Men une seule personne ; pour le second document, une première interprétation a simplement associé le nom Men au roi Aha, tandis qu'une autre hypothèse, faisant remarquer que l'inscription Nebty Men était située à l'intérieur d'une sorte de sanctuaire, a proposé comme interprétation que l'étiquette serait une figuration de l'enterrement de Narmer par Aha. Ces différentes interprétations ne font cependant pas consensus,. Toujours est-il que, selon trois scellements découverts à Abydos, les deux premiers dans la nécropole de Den, le troisième dans la nécropole de Qâ, Narmer était une figure fondatrice pour ses successeurs de la dynastie, ces trois sceaux montrant l'ordre de succession des rois, respectivement de Narmer à Ouadji/Djet et incluant Merneith (la mère de Den) pour le premier, de Narmer à Den et incluant Merneith à nouveau pour le deuxième, et de Narmer à Qâ (sans Merneith cette fois) pour le troisième,,.
Bien que vivement débattue,, (Hor-Aha, le successeur de Narmer, est la principale alternative identifiée comme étant Ménès par plusieurs spécialistes), l'opinion prédominante est que Narmer était Ménès, avec comme appui les documents mentionnant Men et les trois sceaux découverts dans les tombes de Den et Qâ et listant les rois de la Ire dynastie.

### Unification de l'Égypte
Il semble que l'unification de l'Égypte a été un processus long et complexe et a dû s'étaler sur plusieurs générations. On peut noter tout d'abord qu'Iry-Hor et Ka, deux des derniers rois prédynastiques de Haute-Égypte et probables prédécesseurs immédiats de Narmer, sont attestés au Ouadi ‘Ameyra, dans le Sinaï, avec en plus la plus ancienne mention de Memphis dans l'inscription d'Iry-Hor, prouvant l'antériorité de la fondation de la capitale par rapport à la Ire dynastie. Par ailleurs, la situation géographique des inscriptions montrent que ces deux rois du Sud devaient contrôler une partie du Nord du pays, leur permettant ainsi d'accéder à la péninsule du Sinaï. D'autres documents montrent un certain contrôle direct de la part de ces deux rois sur la Basse-Égypte : en effet, la collecte d’impôts est probablement documentée pour Iry-Hor et Ka. Il est même possible que dès Scorpion Ier, soit bien avant Iry-Hor, le roi de Thinis contrôlait une partie de la Basse-Égypte : la preuve d'un rôle joué par ce roi cette région vient de sa tombe Uj à Abydos (Haute Égypte), où ont été trouvées des étiquettes identifiant des produits de Basse Égypte. Bien qu’il ne s’agisse pas de documents fiscaux, ces étiquettes sont probablement des indices d'échanges plutôt que de conquêtes.
Toujours est-il que si l'identité de l'unificateur de l'Égypte est débattue (le roi prédynastique Scorpion II, dont le nom est inscrit sur une tête de massue découverte à Nekhen, est parfois présenté comme le réel unificateur), Narmer est le plus souvent crédité par les chercheurs comme l'unificateur de l'Égypte. Plusieurs documents viennent appuyer une telle théorie. La fameuse palette de Narmer, découverte par James Edward Quibell en 1898 à Hiérakonpolis,, représente Narmer portant les insignes des Haute et Basse-Égypte, ce qui implique qu'il aurait unifié les deux royaumes. Il y a débat depuis sa découverte pour savoir si elle commémore un événement historique, ou si elle est purement symbolique,,.
Toutefois, en 1993, Günter Dreyer découvrit à Abydos une étiquette  datant de Narmer et décrivant le même événement que la palette de Narmer, attestant qu'il s'agit bien d'un événement historique. L'interprétation est acceptée par la majorité des égyptologues, tandis que J. Baines et D. Wengrow émettent encore des doutes.
Une différence considérable existe dans la quantité et la répartition des inscriptions avec les noms de ces précédents rois en Basse-Égypte et en Canaan (qui était atteint en passant par la Basse-Égypte), par rapport aux inscriptions datant du règne de Narmer. Des inscriptions d'Iry-Hor ont également été trouvées dans deux sites de Basse-Égypte, une au Sinaï et une en terre de Canaan,. Les inscriptions de Ka ont été trouvées sur trois sites de Basse-Égypte, une au Sinaï et une autre en Canaan. Le rôle de Narmer en Basse-Égypte serait donc plus conséquent que ceux de ses deux prédécesseurs. Jusqu’à maintenant, les règnes de souverains de Haute-Égypte ne sont pas attestés en Basse-Égypte avant Iry-Hor. Les données archéologiques suggèrent donc que l'unification des deux terres a commencé sous Narmer et s'est terminée avec sa conquête d’une province dans le Nord-Ouest du Delta (ce qui sera retenu dans le reste de l'histoire égyptienne par la place qu'a Bouto (à l'origine deux cités nommées Pé and Dep et séparées par le bras du Nil au bord duquel elles étaient situées) en tant que capitale de la Basse-Égypte, en opposition à Nekhen capitale de la Haute-Égypte, qu'on peut retrouver par exemple dans les Âmes de Pé et de Nekhen), comme le suggère la palette de Narmer.
L'importance que Narmer attacha à son « unification » de l'Égypte serait démontrée par le fait qu'elle est commémorée non seulement sur la palette de Narmer, mais également sur un sceau-cylindre, sur l'étiquette-année de Narmer, et sur les coffres de Narmer. De plus, les conséquences de l'événement sont évoquées sur la tête de massue de Narmer. Narmer est décrit comme le premier roi sur les deux sceaux funéraires mentionnés auparavant et est également listé sous le nom de Ménès, le premier roi, dans les listes royales ultérieures. Bien que l’existence de quelques rois soit attestée avant Narmer, aucun d'entre eux n'est mentionné dans ces documents. Pour les anciens Égyptiens, l'histoire devait donc commencer avec Narmer et l'unification de l'Égypte, et tous les évènements l’ayant précédé furent relégués au domaine du mythe.

## Biographie

### Origine
Manéthon donne pour origine aux deux premières dynasties la ville de Thinis. À proximité se trouve Abydos, la nécropole des rois de la période prédynastique. La présence de cette importante nécropole royale qui existait déjà bien avant Narmer signifierait donc que la tradition était exacte. Narmer pourrait toutefois être originaire de Nekhen, la capitale légendaire du royaume du Sud : c'est en ce lieu qu'ont été trouvées la palette et la massue de Narmer, même si ces objets y ont probablement été déposés près de mille ans après son règne. Cette dernière hypothèse n'est cependant pas majoritaire.

### Généalogie
Les noms de Narmer et d'Âha ont été trouvés dans la tombe probable de Neith-Hotep, une découverte qui a conduit à la conclusion que cette reine était l’épouse de Narmer et la mère d'Âha,,. L'emplacement du tombeau de cette reine à Nagada, en Haute-Égypte, a convaincu certains égyptologues qu'elle descendait des dirigeants prédynastiques de Nagada qui ont régné sur cette ville avant la formation d’une Haute-Égypte unie. On a également suggéré que la tête de massue de Narmer commémorait ce mariage.
Cependant, le nom de Neith-Hotep a également été trouvé dans la tombe de Djer (successeur immédiat d'Âha) et surtout sur une inscription rupestre de ce roi dans le Sinaï,. Cette dernière inscription suggère que la reine était régente qu début du règne de Djer, ce qui ferait d'elle une reine d'Âha.
Le successeur de Narmer, Âha, est peut-être son fils,. Il a été émis comme hypothèse que l'épouse d'Âha nommée Beneryb est probablement sa fille, mais cela n'est corroboré par aucun élément, les chercheurs ne mentionnent pas une telle hypothèse.
|                                    |         |         |         |         |         |  |  | Ka     |     |     |     |     |     |  |  |  |  |          |          |          |          |          |          |  |  |             |             |             |             |             |             |  |  |  |  |  |  |  |  |  |  |  |  |  |  |  |  |  |  |  |  |  |  |  |  |  |  |  |  |  |  |  |  |  |  |  |  |  |  |  |  |  |  |
| Avant ce pointillé : Dynastie zéro |         |         |         |         |         |  |  |        |     |     |     |     |     |  |  |  |  |          |          |          |          |          |          |  |  |             |             |             |             |             |             |  |  |  |  |  |  |  |  |  |  |  |  |  |  |  |  |  |  |  |  |  |  |  |  |  |  |  |  |  |  |  |  |  |  |  |  |  |  |  |  |  |  |
|                                    |         |         |         |         |         |  |  |        |     |     |     |     |     |  |  |  |  |          |          |          |          |          |          |  |  |             |             |             |             |             |             |  |  |  |  |  |  |  |  |  |  |  |  |  |  |  |  |  |  |  |  |  |  |  |  |  |  |  |  |  |  |  |  |  |  |  |  |  |  |  |  |  |  |
|                                    |         |         |         |         |         |  |  | Nârmer |     |     |     |     |     |  |  |  |  |          |          |          |          |          |          |  |  |             |             |             |             |             |             |  |  |  |  |  |  |  |  |  |  |  |  |  |  |  |  |  |  |  |  |  |  |  |  |  |  |  |  |  |  |  |  |  |  |  |  |  |  |  |  |  |  |
|                                    |         |         |         |         |         |  |  |        |     |     |     |     |     |  |  |  |  |          |          |          |          |          |          |  |  |             |             |             |             |             |             |  |  |  |  |  |  |  |  |  |  |  |  |  |  |  |  |  |  |  |  |  |  |  |  |  |  |  |  |  |  |  |  |  |  |  |  |  |  |  |  |  |  |
|                                    |         |         |         |         |         |  |  |        |     |     |     |     |     |  |  |  |  |          |          |          |          |          |          |  |  |             |             |             |             |             |             |  |  |  |  |  |  |  |  |  |  |  |  |  |  |  |  |  |  |  |  |  |  |  |  |  |  |  |  |  |  |  |  |  |  |  |  |  |  |  |  |  |  |
| Benerib                            | Benerib | Benerib | Benerib | Benerib | Benerib |  |  | Âha    | Âha | Âha | Âha | Âha | Âha |  |  |  |  | Khenthap | Khenthap | Khenthap | Khenthap | Khenthap | Khenthap |  |  | Neith-Hotep | Neith-Hotep | Neith-Hotep | Neith-Hotep | Neith-Hotep | Neith-Hotep |  |  |  |  |  |  |  |  |  |  |  |  |  |  |  |  |  |  |  |  |  |  |  |  |  |  |  |  |  |  |  |  |  |  |  |  |  |  |  |  |  |  |
| Benerib                            | Benerib | Benerib | Benerib | Benerib | Benerib |  |  | Âha    | Âha | Âha | Âha | Âha | Âha |  |  |  |  | Khenthap | Khenthap | Khenthap | Khenthap | Khenthap | Khenthap |  |  | Neith-Hotep | Neith-Hotep | Neith-Hotep | Neith-Hotep | Neith-Hotep | Neith-Hotep |  |  |  |  |  |  |  |  |  |  |  |  |  |  |  |  |  |  |  |  |  |  |  |  |  |  |  |  |  |  |  |  |  |  |  |  |  |  |  |  |  |  |

## Règne

### Dates et durée de règne
La date traditionnellement acceptée pour le début du règne de Narmer est de 3100 environ avant notre ère,. D’autres estimations, fondées sur les sources historiques et sur la datation par le carbone 14, placent ce règne entre 3273 et 2987 environ avant notre ère.

### Représentation

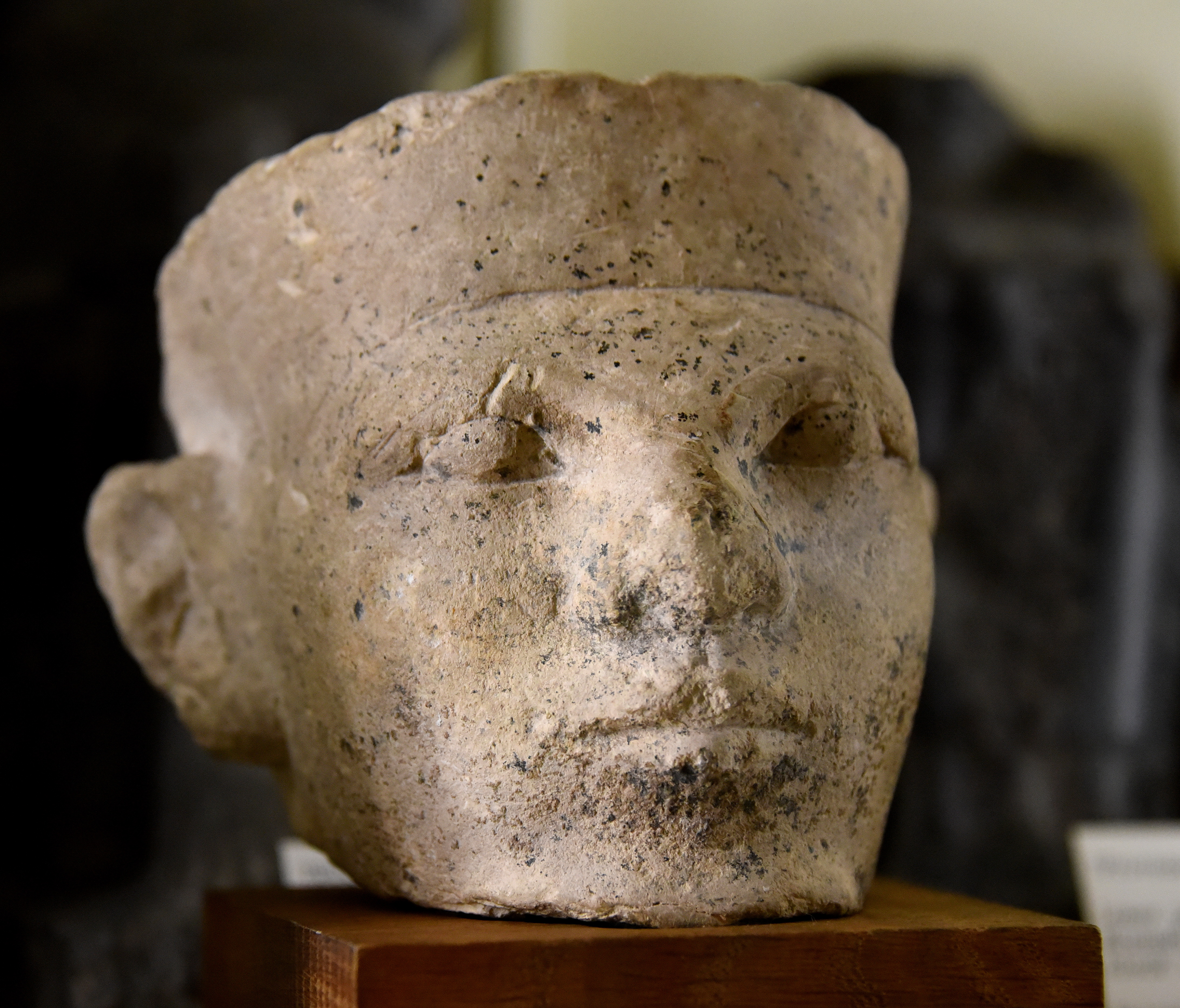
Tête en calcaire d'un roi (Petrie pensait qu'il s'agissait de Narmer). Musée Petrie d'archéologie égyptienne, Londres.

Le Musée Petrie d'archéologie égyptienne de Londres possède la tête en calcaire d'un ancien roi d'Égypte, que Petrie identifia à Narmer sur la base d'une ressemblance avec le visage du roi de la palette de Narmer. Cette identification n’est pas généralement acceptée : Teasley-Trope, Quirke & Lacovara y voient plutôt le roi Khéphren de la IVe dynastie, et Stevenson également. Charron l'identifie à un roi de la période thinite, sans l'assigner à un roi particulier. Wilkinson propose d’y voir un roi de la IIe dynastie.

### Narmer au pays de Canaan
Les relations entre l'Égypte et Canaan « ont commencé vers la fin du cinquième millénaire et ont pris fin pendant la deuxième dynastie, où elles ont cessé tout à fait ». Si la présence égyptienne était bien attestée au début de la période Nagada II, la présence égyptienne était réduite dans le sud de la Palestine du milieu de Nagada II à la fin de la période prédynastique, mais certains sites comme Tel Erani attestent bien d'une présence continue. Il est à noter qu'en parallèle de la réduction de la présence égyptienne, les échanges commerciaux semblent augmenter en parallèle. Cependant, à partir de la fin de la période prédynastique, la présence directe de l'Égypte dans le sud de Canaan augmente sensiblement (présence égyptienne attestée sur plus de vingt sites), ce qui est peut-être lié au processus d'établissement d'une royauté unique et forte en Égypte. Vingt serekhs égyptiens datant de la Dynastie 0 ont en effet été découverts en Canaan : près de vingt serekhs égyptiens datant de la Dynastie 0 ont été découverts en Canaan, dont un pour Ka et un autre pour Iry-Hor, les autres sont des serekhs génériques soit ne faisant pas référence à un roi spécifique, soit nommant des rois qui ne sont pas attestés à Abydos,.
À l'avènement de Narmer, la présence égyptienne dans le sud de la Palestine est donc ancienne (les durées proposées par les chercheurs vont de 150 ans à plus de 300 ans) et en pleine ascension. Si pendant le règne de Narmer, la présence égyptienne est bien attestée en continuité de celle de la fin de la période prédynastique, atteignant même un pic sous son règne avec près de treize attestations, elle diminue après lui : son successeur Âha n'étant potentiellement attesté qu'une seule fois tandis que les rois suivants sont tout peu autant attestés, très peu de serekhs associés aux autres rois des deux premières dynasties ont été découverts en Canaan,,. Il est à noter que Narmer organisa peut-être une expédition militaire en Canaan, comme l'attesterait une étiquette d'ivoire trouvée dans la tombe du roi à Oumm el-Qa'ab (puits B17) et montrant un Levantin et est dans une position où dans laquelle il semble rendre hommage au roi ; ceci serait resté dans la tradition égyptienne, car Eusèbe de Césarée, citant Manéthon, indiqué « Ménès mena une campagne à l'étranger et devint célèbre par la suite » (Fr. 7(a)).
La présence égyptienne en Canaan se manifeste davantage par la découverte dans cette région du Proche-Orient de poterie égyptienne fabriquée à partir d'argile du Nil, ainsi que de poterie fabriquée à partir d'argile locale mais dans le style égyptien. Ces dernières trouvailles suggèrent l’existence d'une colonie égyptienne dans la région plutôt que de simples échanges. Le rôle de l'Égypte dans le pays de Canaan a été vivement discuté. Certains chercheurs y voient une invasion militaire, et d’autres de simples relations commerciales et coloniales. Cette dernière théorie gagne de plus en plus d’adhérents dans la communauté égyptologique,,. Toutefois, la présence de fortifications à Tell Es-Sakan, datant de la dynastie 0 ou du début de la Ire dynastie, et bâties dans un style de construction égyptien, démontrent qu’un contingent militaire égyptien était présent dans la région,.
Quelle que soit la nature de la présence égyptienne en Canaan, le contrôle du commerce avec Canaan était vital pour l'Égypte ancienne. Si Narmer n'a pas envahi durablement cette région, il a dû lancer un raid militaire pour y affirmer l'autorité égyptienne. En plus du texte de Manéthon et du grand nombre de serekhs de Narmer trouvés en Canaan, une reconstruction récente effectuée par Günter Dreyer d'un coffre attribué à Narmer en fait la commémoration d’une campagne militaire en Canaan. Ou bien il s’agit simplement d'une offrande de biens faite à Narmer par les Cananéens.

## Sépulture

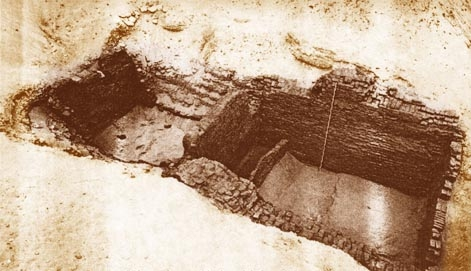
Chambres B17 et B18 à Oumm el-Qa'ab, qui forment la tombe de Narmer.

La tombe de Narmer se trouve à Oumm el-Qa'ab, près d'Abydos en Haute-Égypte. Elle se compose de deux chambres mitoyennes (B17 et B18), tapissées de briques de terre crue. Ces deux chambres, qui mesurent chacune 10 × 3 m et qui sont séparées par un mur, furent découvertes par Émile Amélineau en 1894 et fouillées par William Matthew Flinders Petrie entre 1899 et 1901. Ce n’est qu’en 1964, avec Werner Kaiser, qu’elles furent attribuées à Narmer. Kaiser identifia sa tombe dans le cimetière B grâce à un sceau représentant Narmer,. Depuis 1973, le site a fait l'objet de plusieurs campagnes de fouilles, conduites par l'Institut archéologique allemand. Elles ont permis de comprendre l'architecture et le mode de construction des tombes. La tombe de Narmer est située à proximité des tombeaux de Ka, qui a probablement régné sur la Haute-Égypte juste avant Narmer, et de Hor-Aha, qui fut son successeur immédiat.
Cette tombe bâtie il y a plus de 5 000 ans a été pillée maintes fois depuis l'Antiquité. Il est même surprenant que les archéologues y aient fait des découvertes notables. Les pillages répétés de Oumm el-Qa'ab ont brouillé les pistes : de nombreux artefacts provenant de la tombe de Narmer ont été trouvés dans d'autres sépultures, et vice-versa. Malgré cela, les découvertes faites par Flinders Petrie, et par l'Institut archéologique allemand (DAI) sont capitales pour la compréhension du début de l'histoire égyptienne.
Le mauvais état de la nécropole n'a pas empêché la découverte d'inscriptions sur bois et os, d'empreintes de sceaux et de dizaines de pointes de flèches en silex. Des couteaux en silex et un fragment de chaise en ébène ont également été découverts dans la tombe de Narmer, ces objets ayant a priori fait partie du trésor funéraire d'origine. Ces objets, qui ne sont pas répertoriés par Petrie, se trouvent maintenant au Musée Petrie d'archéologie égyptienne sous les numéros UC35679, UC52786 et UC35682. Selon Dreyer, ces pointes de flèches proviennent probablement du tombeau de Djer, où des pointes de flèches semblables ont été trouvées.
Il est probable que tous les rois d'Égypte enterrés à Oumm el-Qa'ab possédaient des enclos funéraires dans le secteur nord du cimetière d’Abydos, près des terrains agricoles. Ils étaient délimités par d'épais murs de briques crues qui clôturaient l'espace, dans lequel les cérémonies funéraires devaient avoir lieu. Huit de ces enclos ont été fouillés, dont deux restent à identifier,. L’un d'eux était peut-être celui de Narmer, mais cette hypothèse n’est pas encore confirmée.

## Dans la culture populaire
- The First Pharaoh (The First Dynasty Book 1), de Lester Picker, est une biographie fictive de Narmer. L'auteur a consulté l'égyptologue Günter Dreyer pour un maximum d’authenticité.
- Murder by the Gods: An Ancient Egyptian Mystery, par William Collins, est un thriller avec le prince Aha (plus tard Le roi Hor-Aha) comme personnage principal. Narmer y tient un rôle secondaire.
- Narmer, Eroberer des Nils (en allemand), par Jackie French.
- The Third Gate, de Lincoln Child, est un roman d'aventures comportant une dose d'occultisme et se déroulant lors d’une expédition archéologique partie à la recherche de la tombe de Narmer et de son mystérieux contenu.
- Pharaoh: The boy who conquered the Nile, par Jackie French, est un livre pour enfants (âgés de 10 à 14 ans) sur les aventures du prince Narmer.
- Beginning of an Empire: An Egyptian Historical Fiction Novel, de Joseph Hergott, est une histoire d'aventures pour jeunes adultes, dans lequel Narmer et Ménès sont frères jumeaux.
- The Kane Chronicles, de Rick Riordan, est une trilogie basée sur la mythologie égyptienne. Narmer y est mentionné comme étant un ancêtre des protagonistes Carter et Sadie Kane.
- Et l’Égypte s’éveilla, par Christian Jacq, est une trilogie sur la vie de Narmer.
- Dans le jeu warframe, lors de la quête « la nouvelle guerre », Narmer est le nom que Ballas s'est donné lors de sa conquête du système solaire, devenant un tyran mégalomane prêt à sacrifier des milliers d'innocents pour son objectif.

## Galerie

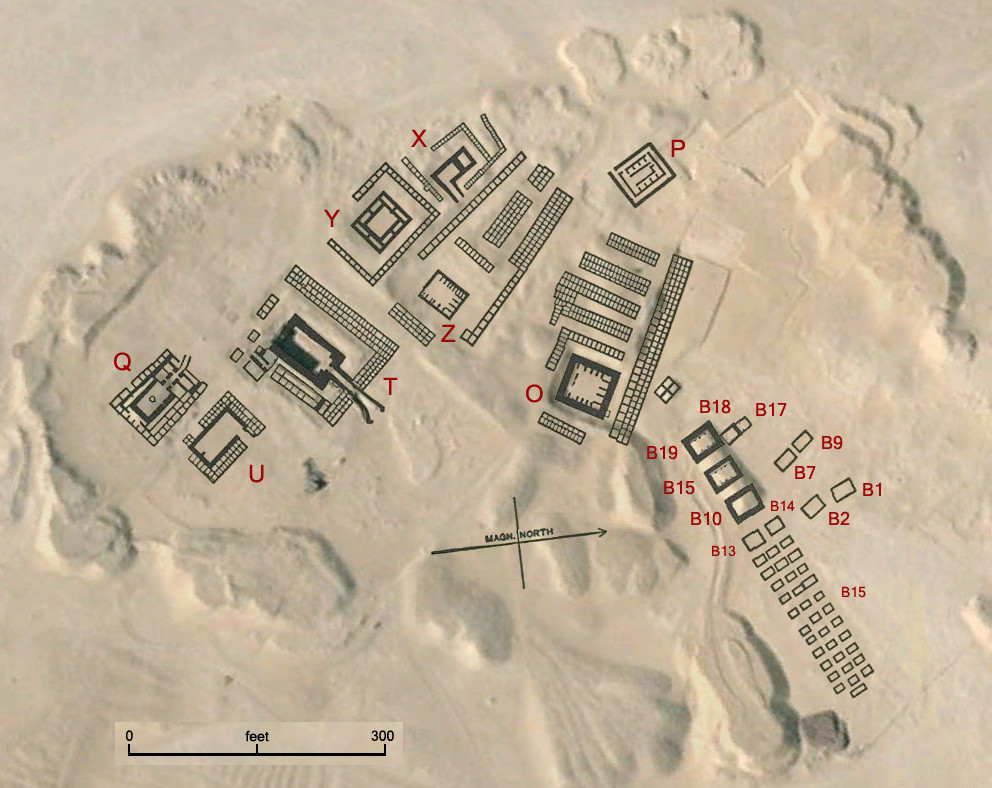
La tombe de Narmer (chambres B17 et B18) dans la nécropole d'Abydos.
Plan de la tombe de Narmer.
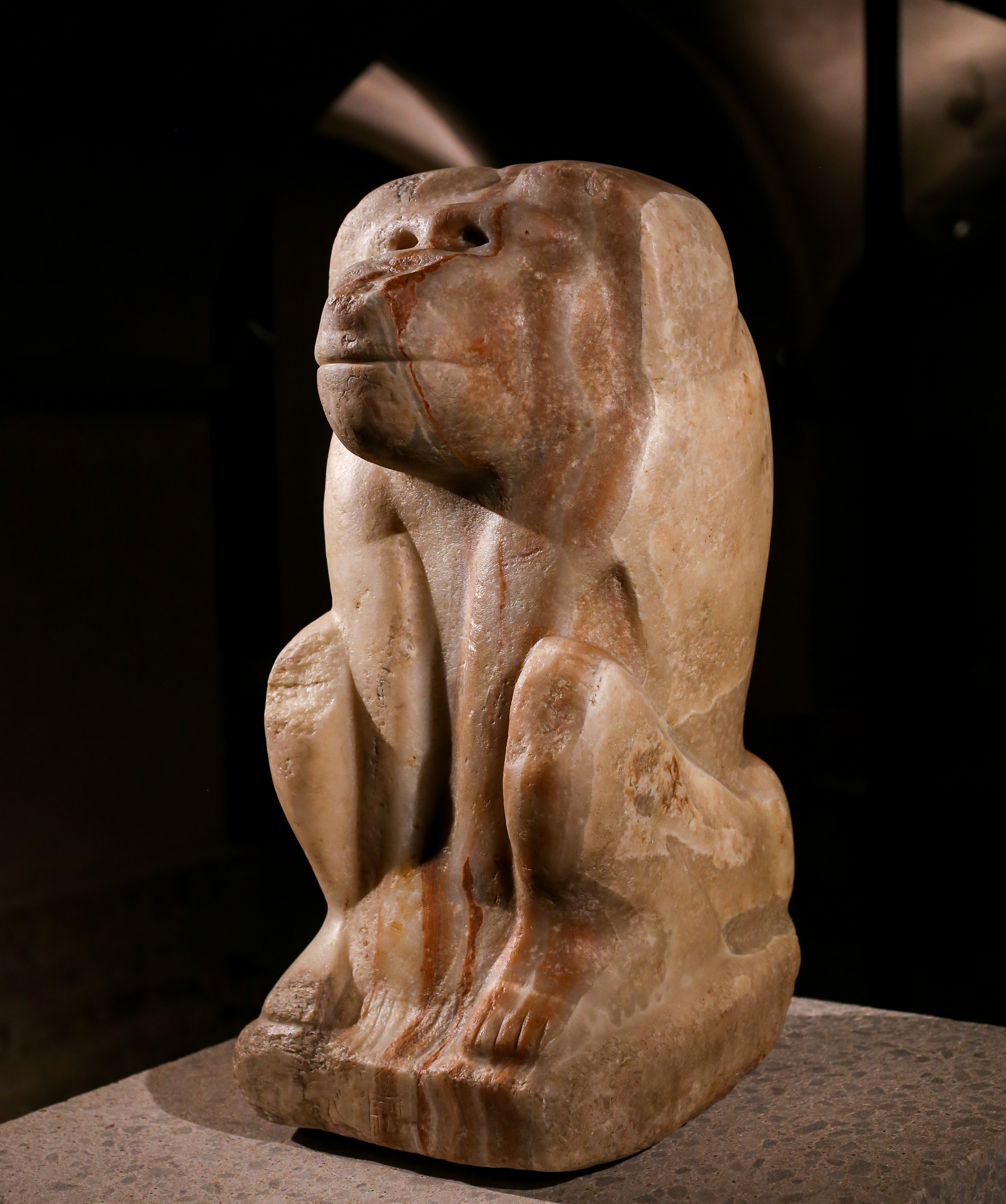
Statue d'albâtre d'une divinité babouin avec le nom du pharaon Narmer inscrit sur sa base, Ägyptisches Museum.
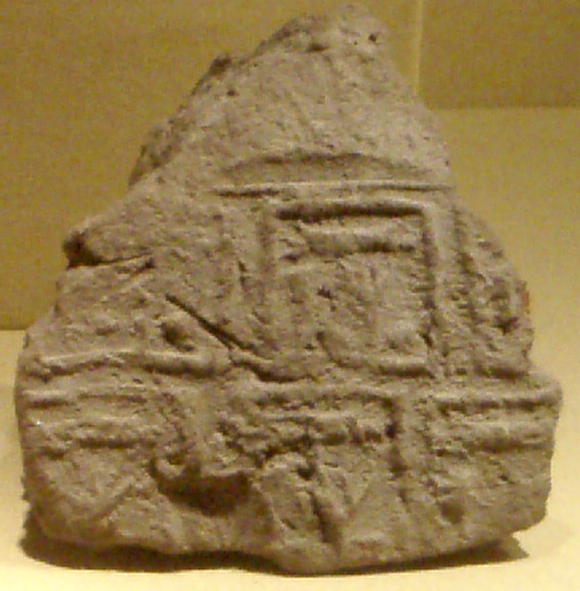
Sceau d'une jarre en terre indiquant que le contenu provenait de la succession du pharaon Narmer, provenant de Tarkhan, Metropolitan Museum of Art.
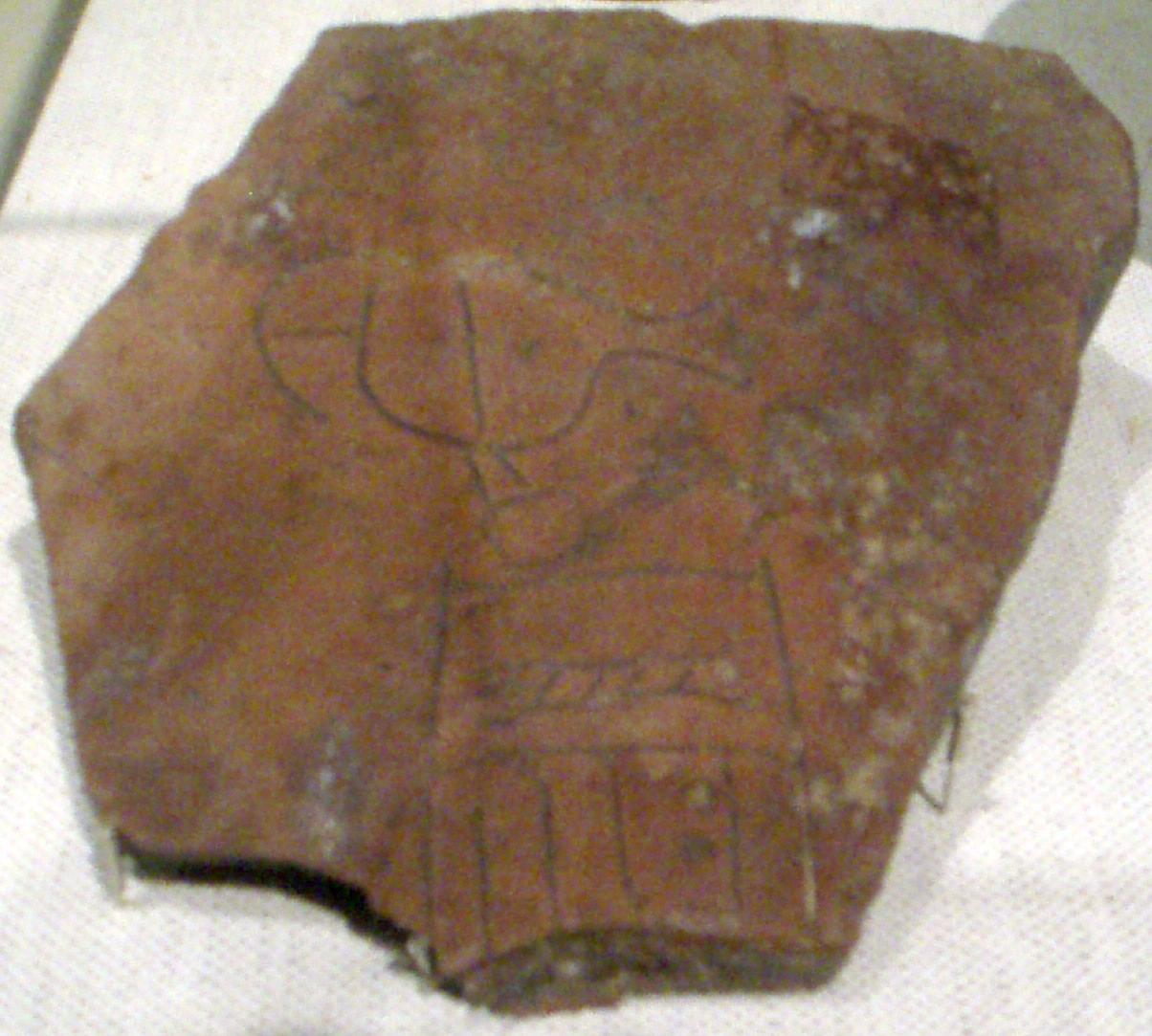
Tesson de poterie portant le serekh et le nom du pharaon Narmer, Musée des Beaux-Arts (Boston).

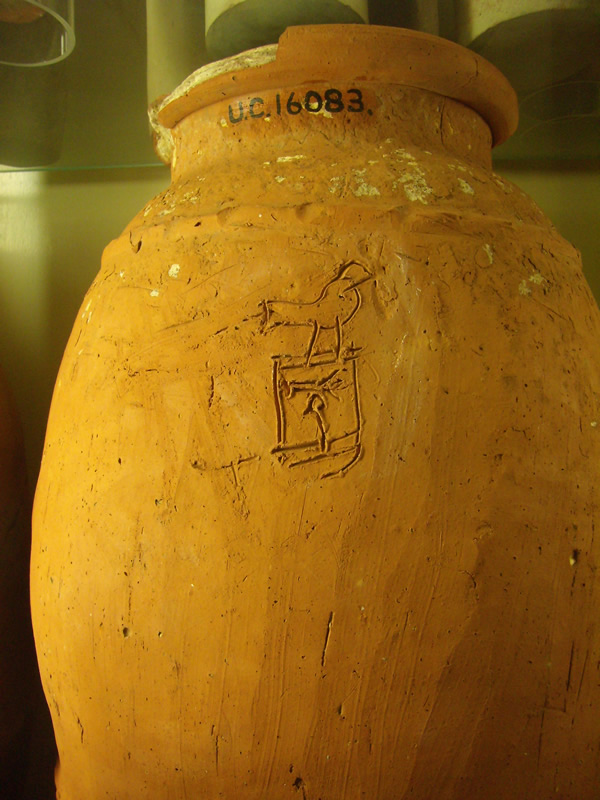
Inscription gravée dans un récipient trouvé à Tarkhan (tombe 414) nommant le roi Narmer, musée Petrie d'archéologie égyptienne.
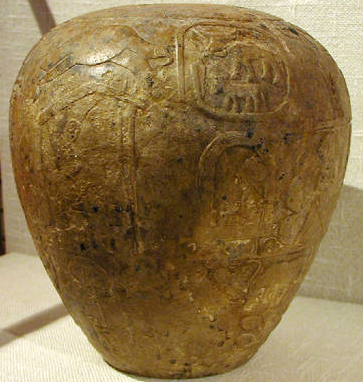
Tête de massue de Narmer conservée à l'Ashmolean Museum d'Oxford.